# Werner Amon

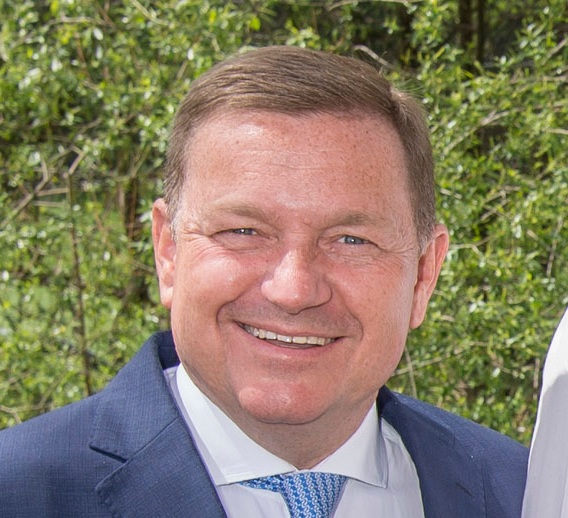
Werner Amon im April 2019

Werner Amon (* 28. Mai 1969 in Graz) ist ein Politiker der Österreichischen Volkspartei (ÖVP). Von September 2016 bis Mai 2017 war er Generalsekretär der ÖVP und von November 1994 bis Juni 2019 mit Unterbrechungen Abgeordneter zum Nationalrat. Am 1. Juli 2019 wurde er von Bundespräsident Alexander Van der Bellen als Volksanwalt angelobt. Vom 5. Juli 2022 bis zum 18. Dezember 2024 war er Landesrat in der Landesregierung Drexler.

## Ausbildung und Beruf
Werner Amon ging in Graz, Knittelfeld und Judenburg in die Schule und schloss nach dem Unterstufen-Gymnasium die Handelsschule ab.
Im Zweiten Bildungsweg besuchte er den Lehrgang für Interkulturelles Lernen an der Thames Valley University in London und den Universitätslehrgang für Werbung und Verkauf an der Wirtschaftsuniversität Wien mit dem Abschluss als Akademischer Werbe- und Marketingkaufmann. Im Jahr 2000 schloss er ein Executive-MBA-Studium der California State University in Kooperation mit der IMADEC in Wien mit dem Master of Business Administration ab. Im Jahr 2003 folgte ein weiterer Abschluss als Master of Business Administration an der damals akkreditierten Privatuniversität IMADEC in Kooperation mit der University of Texas, Austin.
Beruflich war er u. a. als Chefredakteur des Jugendmagazins orizont, Angestellter des WIFI der Wirtschaftskammer Steiermark, Lektor an der Handelsakademie Judenburg sowie als Lektor an der Fachhochschule für Marketing Graz tätig. Er war von 2004 bis 2009 Mitglied des Vorstandes der Pensionsversicherungsanstalt und von 2009 bis 2011 Mitglied des Vorstandes und des Verwaltungsausschusses der Allgemeinen Unfallversicherungsanstalt (AUVA). Amon war von 2004 bis September 2017 Mitglied des Aufsichtsrates der direktanlage.at AG in Salzburg – heute Hellobank BNP Paribas Austria AG. Von März 2018 bis März 2019 war er bei der ILAG (Industrieliegenschaftenverwaltung AG) in Wien angestellt.

## Politische Ämter
Werner Amon war in seiner Schulzeit Schülervertreter und schließlich österreichischer Bundesschulsprecher. Von 1993 bis 2001 war er Bundesobmann der Jungen ÖVP. Er war 1993 bis 2017 Mitglied des Bundesparteivorstandes der ÖVP und war von 2003 bis 2009 Generalsekretär des ÖAAB. Er ist seit Oktober 2015 ÖVP-Obmann der ÖVP-Bezirksorganisation von Deutschlandsberg.
Werner Amon war seit dem Beginn der XIX. Gesetzgebungsperiode am 7. November 1994 Abgeordneter zum Österreichischen Nationalrat. Aus diesem schied er mit 30. Juni 2019 aus, um Volksanwalt zu werden. Von 1994 bis 2000 war er ÖVP-Sprecher für Jugend, Entwicklungszusammenarbeit und Menschenrechte. Ab 2000 war er ÖVP-Bildungssprecher, 2007–2008 Sozialsprecher, dann wieder Bildungssprecher bis 2012. 2012 und 2013 war er Europa- und außenpolitischer Sprecher der ÖVP. Ab 2013 war er Bereichssprecher für Inneres und Sicherheit, ab 2008 Vorsitzender des ständigen Ausschusses für Verfassungsschutz und Terrorismusbekämpfung. Amon war stellvertretender Vorsitzender des Ausschusses für innere Angelegenheiten und von 2008 bis 2013 Obmann der ARGE der ÖAAB-Mandatare und Klubobmann-Stellvertreter des ÖVP-Parlamentsklubs. Während seiner Zeit als Nationalratsabgeordneter war er weiters Präsident der österreichischen Delegation zur Parlamentarischen Versammlung des Europarates und ÖVP-Delegationsleiter. Ab Jänner 2018 war er Vizepräsident der Parlamentarischen Versammlung des Europarats.
Amon wirkte in folgenden Untersuchungsausschüssen mit: Euroteam-, Banken, „Spitzel-“ (als Fraktionsführer) und Korruptionsuntersuchungsausschuss (als Fraktionsführer). Außerdem war er im „kleinen Untersuchungsausschuss“ dem RH-Unterausschuss zur Causa BAWAG Fraktionsführer und Vorsitzender und ÖVP-Fraktionsführer des ständigen Unterausschusses, der die Causa Kampusch untersuchte.
Am 4. September 2016 übernahm Werner Amon von Peter McDonald das Amt des Generalsekretärs der Österreichischen Volkspartei. Dieses Amt übte er aus, bis er im Mai 2017 von Elisabeth Köstinger abgelöst wurde.
Am 6. Juni 2019 wurde Amon als Nachfolger von Gertrude Brinek für die am 1. Juli 2019 beginnende Funktionsperiode vom Hauptausschuss des Nationalrates als Volksanwalt vorgeschlagen und am 13. Juni 2019 vom Nationalrat gewählt. Sein Nationalratsmandat übernahm Daniela List.
Nach der Bekanntgabe des Rückzuges des steirischen Landeshauptmannes Hermann Schützenhöfer wurde Amon am 21. Juni 2022 als Nachfolger von Christopher Drexler als Landesrat nominiert, Amon übernahm in der Landesregierung Drexler von Drexler die Agenden für Personal und Europa sowie von Juliane Bogner-Strauß das Ressort Bildung. Als Volksanwältin folgte ihm Gaby Schwarz nach.

## Sonstige Ämter
Amon ist Präsident der Österreichisch-Südkoreanischen Gesellschaft und der österreichisch-südkoreanischen parlamentarischen Freundschaftsgruppe.
Er ist auch Vorsitzender der Gruppe der Freunde Taiwans. Außerdem ist Amon Obmann des Vereins Steirisches Feuerwehrmuseum.

## Auszeichnungen
- 2004: Großes Goldenes Ehrenzeichen für Verdienste um die Republik Österreich[12]